# جهان (تصوف)
جهان‌شناسی (انگلیسی: cosmology)، جهانشناسی علمی است که از قوانین عمومی جهان، با توجه به اصل و تکوین آن بحث می‌کند، خواه این بحث تجربی باشد، خواه فلسفی (نظری).

## اصطلاح جهان
جهان (کون) مترادف وجود مطلق عام است و به جهان هستی از آن جهت که جهان است یعنی دارای نظام استوار است (نه از آن جهت که حق است) گفته می‌شود و نیز کون به معنی چیزی است که خدا آن را از عدم به وجود آورده‌است.

## دلیل جهانی
جهانی (Cosmique);(Cosmologique) منسوب به جهان است، از این جهت که جهان یک کل است. دلیل جهانی معادل [برهان واجب و ممکن]‏ عبارت است از اثبات وجود خداوند با استناد به وجود جهان زیرا جهان و آنچه در آن است ممکن الوجود است و هر ممکنی حادث است و هر حادثی نیاز به محدث دارد. این دلیل در مقابل برهان وجودی معادل برهان صدیقین‏ است.

## جهان پیدایی
جهان پیدایی (Cosmogonie) یا علم به منشأ جهان علمی است که متضمن توصیف اصل، تکوین و منشأ جهان است و اغلب دارای یک طبیعت اسطوره‌ای است.

## فیوضات
آنچه در جهان هستی پا به عرصه وجود نهاده‌است، هرکدام مظهر اسمی از اسمای خدا است. فیوضات الهی (Emanations) به مخلوقات به واسطه اسمی از اسمای الهی است و هر اسمی فیض خاصی را افاضه می‌کند، و «بِسْمِ اللَّهِ الرَّحْمنِ الرَّحِیمِ» * که جامع جمیع فیوضات است، هم بخشنده وجود و هم کمال وجود است.

## عالم محسوس
عوالم محسوس و تحت ادراک انسان: عالم ملک و شهادت و عالم ناسوت که کون جامع و علّت غائی و آخر تنزّلات و مجلی کلّی است.